# AvtoVAZ
AvtoVAZ (del ruso: АвтоВАЗ) anteriormente conocido como VAZ (ВАЗ), es un fabricante de automóviles con sede principal en Toliatti, óblast de Samara, Rusia. Es uno de los mayores fabricantes de automóviles del mundo, conocido por sus vehículos con marca Lada, aunque fabrica coches para Renault, Nissan y Datsun. Es una subsidiaria de la corporación Rostec, en la cual Renault poseyó una participación mayoritaria desde 2016 hasta 2022, en que la compañía francesa se vio obligada a vender su paquete accionarial al Estado ruso como consecuencia de la invasión de Ucrania de ese año. AvtoVAZ tiene una cuota importante en el mercado ruso y es el mayor fabricante de automóviles de Rusia y Europa Oriental.   
En la Unión Soviética, usó diferentes marcas en el mercado soviético como Yinguli, Oka, Samara y Sputnik, y con marcas para exportación como Riva, todas reemplazadas por la marca Lada en el mercado ruso a principios de los años noventa. Desde el 2001 se asoció con General Motors (GM) para formar GM-AutoVAZ y así producir coches como el Chevrolet Niva. Esta asociación finalizó en diciembre de 2019, después de que AvtoVAZ compró la inversión de GM.

## Historia

### Origen y el VAZ 2101 Yiguli
A principios de la década de los años 60, en los países desarrollados se desarrolló con fuerza la fabricación y consumo de vehículos pequeños pero económicos y populares. En la Unión Soviética ya una década antes era posible comprar un vehículo, aunque no había muchas opciones. Por ejemplo, estaban los coches del fabricante Moskvich como el Moskvitch 401 o del fabricante GAZ como el GAZ-20 Pobeda de inspiración estadounidense.
A finales de la década de los años 50, el estado soviético trató de crear y producir un coche popular de bajo coste y producción en masa, como el Citroën 2 CV o el Volkswagen Tipo 1. Para ello, transformó al sur de Kiev la antigua fábrica de Zaporiyia, dedicada a la fábrica de tractores, y la renombró como «Fábrica de Automóviles de Zaporiyia» (abreviado en ruso, ZAZ). El primer automóvil, basado inicialmente en el Fiat 600, fue el Zaporoyets ZAZ-965. Aprobado el 25 de julio de 1960, y entró en producción el 25 de octubre. Sin embargo, la producción no era suficiente y el gobierno, presidido el reformista Alekséi Kosyguin, propuso construir una nueva fábrica desde cero con la ayuda de especialistas extranjeros, para ser capaz de producir miles de vehículos.
En 1964, comenzó la búsqueda de posibles socios, como el fabricante alemán Volkswagen, el francés Renault o el italiano Fiat. Finalmente, se eligió a Fiat y su coche Fiat 124 como el modelo básico para empezar a fabricar con algunas modificaciones. FIAT ya tenía experiencia de negocios con otros gobiernos, como con Francisco Franco en España y el fabricante Seat o con Josip Broz Tito en Yugoslavia y el fabricante Zastava. 
El 20 de julio de 1966, después de analizar decenas de posibles lugares para la construcción de la fábrica, el comité central del PCUS y el Consejo de Ministros de la URSS decidieron construir una nueva gran planta de automóviles en la ciudad de Togliatti, a orillas del río Volga. La preparación del proyecto técnico se confió a Fiat. El 15 de agosto en Moscú, el jefe de Fiat Gianni Agnelli firmó un contrato con el Ministerio de la Industria del Automóvil de la Unión Soviética, Aleksandr Tarasov, para crear una fábrica de automóviles con un ciclo de producción completo, es decir, producir completamente todo el coche en la misma fábrica. 
El 3 de enero de 1967, el Comité Central de Komsomol anunció la construcción de la planta de automóviles Volga. Miles de personas, en su mayoría jóvenes, fueron a Togliatti para la construcción del gigante automotriz. Desde 1969, los técnicos empezaron a recibir formación para la producción de vehículos, la mayoría eran personas que habían ayudado a construir la fábrica, llamada Togliattigrad.

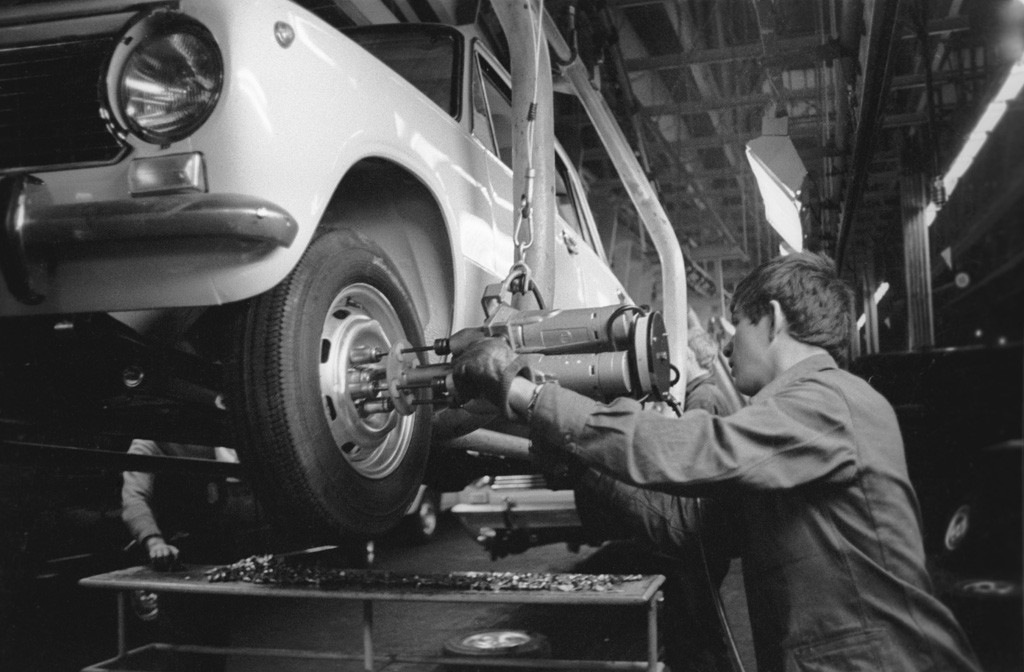
Imagen de la fábrica en Togliatti en 1969.

El 1 de marzo de 1970, el taller de soldadura emitió las primeras diez estructuras de los primeros automóviles, y el 19 de abril, salieron de producción los primeros seis automóviles VAZ-2101 Yiguli, externamente similares al modelo italiano FIAT-124, pero con cambios significativos. En total, se realizaron más de 800 cambios en el diseño del Fiat 124, como un freno más potente, una suspensión más elevada o en los primeros modelos una manivela para ayudar a arrancar el coche en caso una avería en la batería por bajas temperaturas. Curiosamente, el 15 de abril, Henry Ford II visitó la planta de automóviles Volga. El 28 de octubre, el primer tren con coches Yiguli fue enviado a Moscú.
El 24 de marzo de 1971, la comisión estatal puso en funcionamiento la primera fase de la Planta de Automóviles Volga, para producir cientos de miles de automóviles al año. El 16 de julio se construyó el automóvil número cien mil. 
El 10 de enero de 1972, la Comisión Estatal firmó una ley sobre la puesta en marcha de la segunda etapa para duplicar la producción. La segunda planta fue puesta en marcha el 22 de diciembre de 1973, después del lanzamiento del automóvil número un millón. Por un decreto del Presidium de las Fuerzas Armadas de la URSS, la Planta de Automóviles Volga recibió la Orden de la Bandera Roja del Trabajo. En 1977, el premio estatal de la URSS en las artes fue otorgado al diseño de la arquitectura del complejo de la planta de automóviles Volga.
La capacidad de producción en los años setenta era de unos 660.000 automóviles por año, y a principios de la década de los noventa la capacidad alcanzaba los 740.000. A partir del 1 de febrero de 2012, la capacidad de diseño de la planta era de 900.000 automóviles por año.
En 1993, TTS, fundado en 1992 por Vyacheslav Zubarev, firmó un contrato con AvtoVAZ. En 1995, se abrió el primer centro de automóviles de pleno derecho, el salón LADA en la ciudad de Naberezhnye Chelny y se entregó directamente a la fábrica de automóviles. En 1995 se abrió una oficina en Kazán. Hasta 1997, los autos fueron destilados de Naberezhnye Chelny. Después-transportado por ferrocarril.

### Las primeras dos décadas

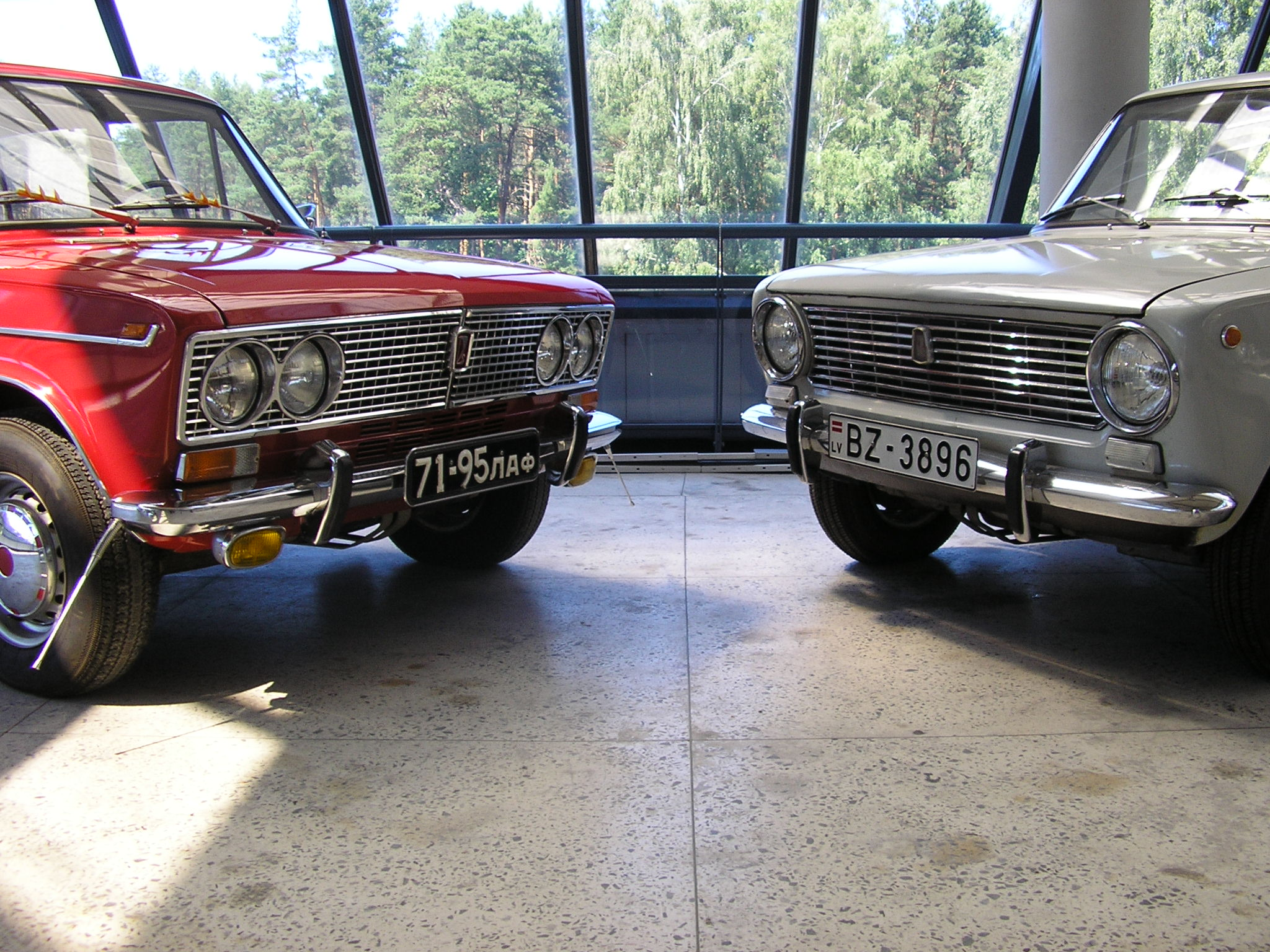
Dos «Yiguli», a la izquierda modelo de 1973 un VAZ-2103 (“Lada 1500”), a la derecha de 1974 un VAZ-2101 (“Lada 1200”).

Al empezar las exportaciones a otros mercados, la marca inicial de Yiguli era vista como inapropiada, era difícil de pronunciar correctamente para otros hablantes no rusos y se dice que podría confundirse con la palabra gigoló. Desde entonces se utiliza la palabra rusa Lada, y el símbolo es un barco de vela. Ya que por un lado es de fácil pronunciación, también Lada significa algo así como bonito, pequeño, cariñoso pero varios siglos atrás, y Lada fue el nombre de un tipo de barco velero pirata que navegaba por el río Volga, pequeños, rápidos y de poco calado.
Las exportaciones a occidente empezarían en 1974; y bajo el acuerdo original entre Fiat y el gobierno soviético, este coche no se vendería en competencia en el mercado italiano dado que el Fiat 124 aún no tenía un reemplazo, al menos hasta que el Fiat 131 apareciera y toda la producción del Fiat 124 fuera cesada en Italia.
Las motorizaciones originales en los primeros Lada eran el impulsor de 1.2 L de carburador en el original y se incrementaron al de 1.7 L del modelo de exportación, equipado con un equipo de General Motors con una inyección de combustible monopunto. Los motores diésel se equiparon posteriormente y únicamente para el comercio doméstico. Su transmisión era en principio trasera, acoplada a un sistema de ejes atrás autoportantes. El motor era un cuatro cilindros en línea con dos válvulas por cilindro y un solo árbol de levas en sus válvulas (SOHC).
Los coches Lada basados en la línea y diseños del Fiat 124 dispusieron de diversas luces y parrillas delanteras, así como de diferentes decoraciones, cromados y estilos de carrocerías. El modelo original, con el tradicional estilo de la Fiat incluyeron los siguientes: el VAZ-2101 sedan, el VAZ-2102 tipo camioneta. En 1972 se dio la introducción de una versión de lujo del sedán, el VAZ-2103, basado en el Fiat 124 en su versión especial de 1968 y equipado con un nuevo motor de 1.5 L y lámparas gemelas. En 1974, el modelo original del VAZ-2101 sería actualizado con nuevos motores e interiores; al VAZ-2102 se le hicieron las mismas mejoras en 1976. El estilo de la carrocería con dos luces redondeadas sería fabricado hasta 1988; los otros permanecieron en producción con ligeros retoques y con sus interiores actualizados.
EL VAZ-2106 fue introducido en diciembre de 1975, y en realidad era una versión altamente modificada del VAZ-2103, a su vez basada en el ya conocido Fiat 124 de la serie «Special T» del año 1972, con nuevos interiores y un nuevo motor de 1.6 L. El 2106 es el más veterano y el más popular modelo de AvtoVAZ con tracción trasera; y su producción concluyó oficialmente en 2001 en las plantas de Toliatti, y que sería propasada a las factorías de IzhAvto, que la cesaría en diciembre de 2005.

### La última década soviética

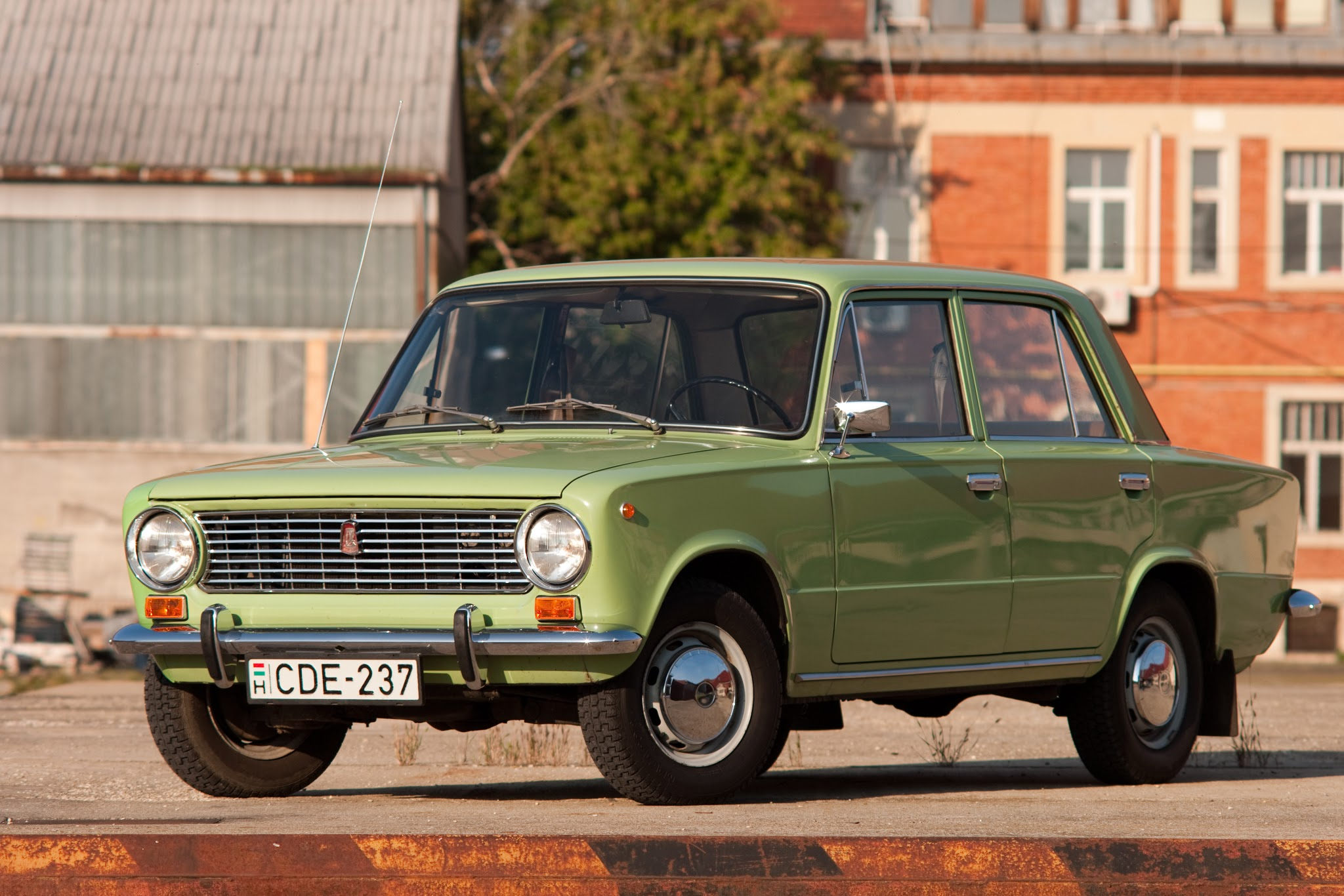
Un modelo VAZ 2101 (Lada 1200) de 1980.

El VAZ-2105, aún basado en el VAZ 2101 pero modernizado, se introdujo en los años setenta y se comercializó fuera de la Unión Soviética bajo el nombre de Lada Riva o Lada Laika. Las luces cuadradas, nuevos accesorios y terminaciones en los paneles de la carrocería, le distinguían de sus predecesores. La versión de lujo, el VAZ-2107, salió al mercado en 1982; destacaba por un motor mejorado, interiores más elaborados y una parrilla frontal similar a las de los modelos de Mercedes-Benz. En 1984, el VAZ-2104 en una versión familiar completó la línea de modelos. 
En 2002 la producción total de la camioneta 2104 fue transferida al fabricante IzhAvto. La producción del modelo sedán del 2105 terminó el 30 de diciembre de 2010, y la producción del sedán de lujo 2107 siguió hasta marzo en 2011, cuando ambas producciones pasan al fabricante IzhAvto también.
En su mercado local, estas versiones clásicas son llamadas Yiguli (Жигули). La marca Lada se usó únicamente para los modelos exportados, pero una larga producción de coches de marca Lada sería reexportada a las naciones del antiguo bloque comunista, así mismo esta marca es bien conocida en el mercado nacional ruso dada dicha circunstancia, en la que en el Reino Unido se veía muy seguidamente a ambas versiones en circulación.

### Desde sus modelos propios, actualidad y futuro

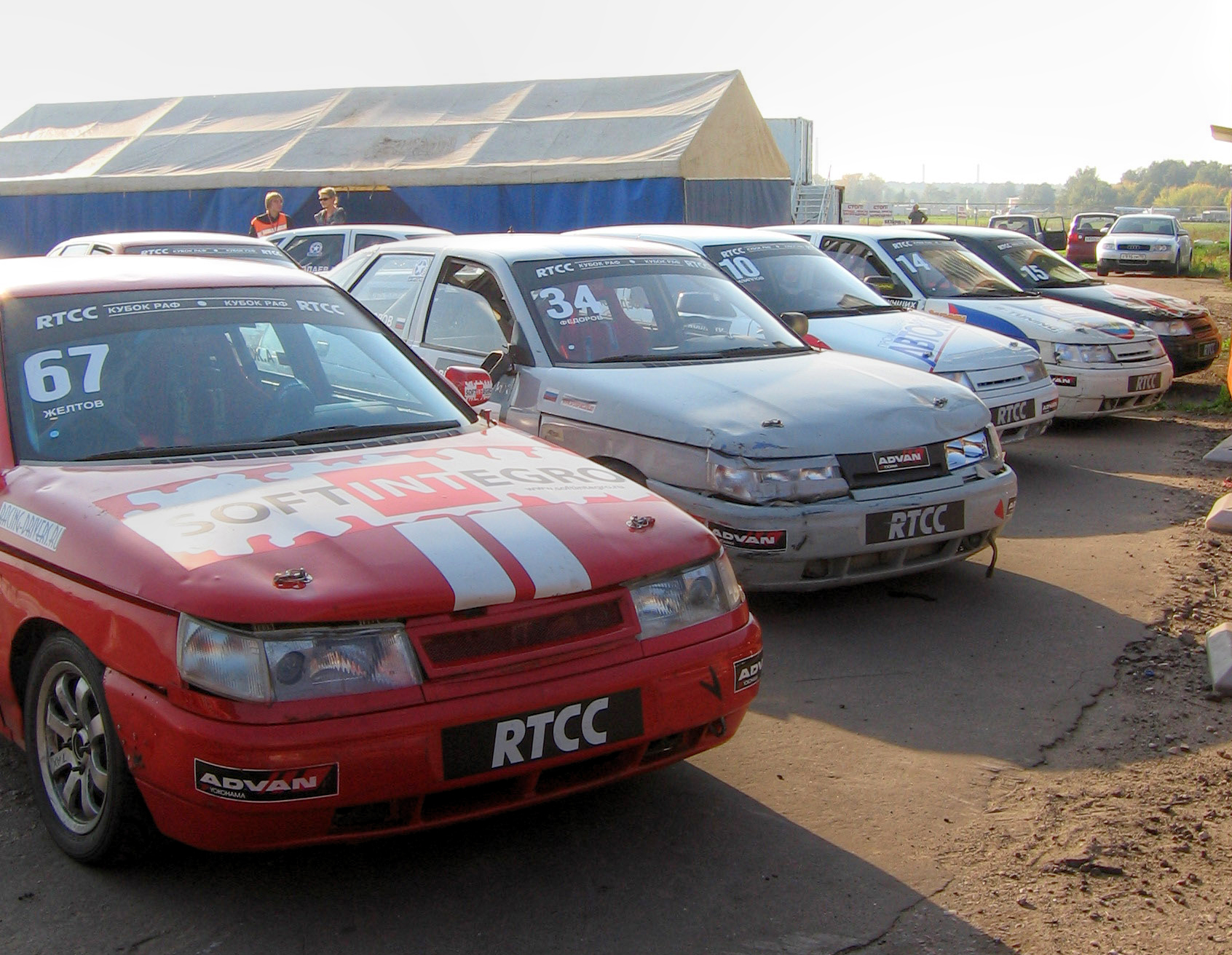
Varios Lada 112 después de una carrera

Los equipos de diseñadores de AvtoVAZ probaron varios modelos de ingeniería y manufactura propia que serían casi que originales en cuanto a ideas, cuando el VAZ-2121 Niva se introdujo en 1978. Este coche fue de los más populares vehículos hecho para su uso en toda clase de terreno en su concepción inicial, y dispone de una caja de cambios con una transmisión a las cuatro ruedas con selector de dos posiciones (alta y baja). Su carrocería era de diseño original de AvtoVAZ y el motor más poderoso de la Fiat, el de 1.7 L, era el elegido por la planta VAZ para su movilización, eso sí hecho bajo licencia. Al Niva incluso se le encuentra en versiones propulsadas por motores de combustible diésel de 1.9 L hechos bajo licencia de Peugeot. El Niva oficialmente está aún en producción, aun cuando usa ahora motores e ingeniería de GM en muchas de sus actuales versiones.
Tomando como base el éxito obtenido por medio del Niva, el departamento de diseño preparó nuevamente una familia de vehículos con tracción delantera para 1984, siendo el primer modelo de producción en serie de la Lada totalmente diseñado en la Unión Soviética. La producción se inició con el modelo VAZ-21083 Sputnik, un hatchback de tres puertas; los modelos serían desde luego renombrados Samara. El motor del Samara sería básicamente diseñado y producido localmente, contando con un único árbol de válvulas por cilindro en el diseño y que sería dirigido por una moderna correa de goma. Las cámaras de combustión se desarrollaron en colaboración con la firma germana Porsche. Las líneas de la carrocería eran completamente nueva y sus interiores, sus frontales, la suspensión McPherson y una trasera, además de la compuesta de barras de torsión en algunos modelos, aparte de la tracción de impulsión y por medio de eje portante y una caja de 5 marchas. El VAZ-21093 hatchback de 5 puertas se presentó en 1987, y el sedán de 4 puertas con motor de 1.5 L, el VAZ-21099 se introdujo en 1990. Este mismo año, las parrillas frontales del radiador y los arreglos laterales se reestilizaron en la línea entera de las variantes del Samara en el mercado.
El VAZ-1111 Oka es un microcoche que resulta ser muy parecido al Fiat Panda (pero su similitud no tiene relación alguna con éste), llegó al mercado en el año 1985, y en 1991 las líneas de producción de este modelo se transfirieron a las plantas de KamAZ y SeAZ.
Las constringentes leyes sobre emisiones y seguridad automotríz significaron para la firma AvtoVAZ su retiro temprano de los mercados occidentales desde 1997; sin embargo, esto generó problemas muy serios en cuanto a las partes y repuestos para los modelos aún en circulación. En los EE. UU. nunca se vendió unidad alguna, dado que ambas naciones se encontraban inmersas en la guerra, pero muchos de los modelos de la AvtoVAZ-Lada estuvieron disponibles en Canadá por muchos años (y en donde el Niva se convirtió en un coche popular). El alza de la popularidad de las importaciones de los países de extremo oriente, como los fabricantes poco conocidos de marcas tales como Daewoo, Proton, Kia y Hyundai contribuyeron a la pérdida de Lada y sus mercados tradicionales en Europa. Estos productores coreanos y malayos ofrecen vehículos con equipamientos modernos a precios asequibles, así como cuentan con tecnologías japonesas y niveles de calidad y estándares de equipamiento con los que Lada no podía competir, y en el cambio de milenio, ya habían tomado completamente sus mercados naturales en los que Lada había sobrevivido en más de 20 años.
Con la disolución de la URSS, sus líneas de producción y el lanzamiento de nuevos modelos fueron retrazadas, y el nuevo 110 y posteriores series se demoraría en salir al mercado un par de años más de lo inicialmente planeado. El sedán VAZ-2110 se introdujo al mercado en 1996, la camioneta familiar 2111 le siguió en 1998, y el 2112 hatchback completó la nueva gama de modelos en 2001. Esta línea de modelos son básicamente derivados de la mecánica usada en el Samara con una nueva carrocería y sistemas de motores alimentados por inyección de combustible en sus equipamientos estándar, aunque hubo versiones alimentadas por carburador hasta 2001. La serie de modelos 110 aún sigue en producción y ha sido continuamente mantenida por los años que se ha mantenido en el mercado. Por ejemplo, los motores usados son los que a continuación se enlistan 1.5 L con 8 o 16 válvulas, pero estos ahora disponen de un modelo de 1.6 L para cumplir con las cada vez más estrictas normas sobre emisiones e imperantes en la Unión Europea.
Parte de los modelos originales de AvtoVAZ-Lada, como el Samara, han sido ahora retirados del mercado, siendo sus únicos superviventes el Lada 110 y el Niva, y se consiguen en algunos de los mercados de Europa oriental, así como algunos de los más "modernos" modelos de su producción. La marca Lada está ampliamente disponible y cuenta aún con vehículos en circulación en muchos de los países de América central y Suramérica, así como en África, Medio oriente y en la mayoría de las anteriores Repúblicas Soviéticas.
Los modelos de la serie 2108-2109 se vieron en producción hasta bien entrado el 2001, cuando éstos fueron reestilizados con nuevos paneles laterales, unos nuevos interiores de materiales sintéticos y un nuevo motor de 1.5 L fuel injection (estando los sistemas fuel injection disponibles desde los inicios de 1995). El Lada 2109 hatchback sería remarcado como el Lada 2114, y el sedán Lada 21099 como el Lada 2115. La producción de la serie de modelos 2104-21099 sería transferida a las plantas de Izhmash y de la ZAZ, siendo aún hoy día manufacturados en dichas instalaciones. En 2004 la AvtoVAZ introduce al mercado el Lada 2113, una versión reestilizada del Lada 2108, pero este coche nunca se usó dada su muy baja popularidad, siendo pobremente comercializado por corto tiempo.
La minivan VAZ-2120 "Nadezhda" se basa en los componentes mecánicos del modelo Niva original, y estuvo en una muy baja tasa de producción desde 1998. Una versión de cinco puertas del Niva, el VAZ-2131, ha sido producida desde 1995, y desde 2001 incorpora tecnologías occidentales de la GM-AvtoVAZ, una firma resultante del acuerdo firmado entre los nuevos propietarios de la firma JSC AvtoVAZ y el fabricante norteamericano, que luego se disolvió ante los pobres resultados.
Hoy día, AvtoVAZ ha firmado acuerdos de producción en conjunto con la firma Renault; siendo el resultado más visible el inicio de la producción del Lada Largus, la que es una versión especialmente modificada del Dacia Logan para el citado país, siendo sus primeras unidades producidas en el mes de abril de 2012, y dando una nueva luz a la industria automotriz en Rusia.

## Modelos

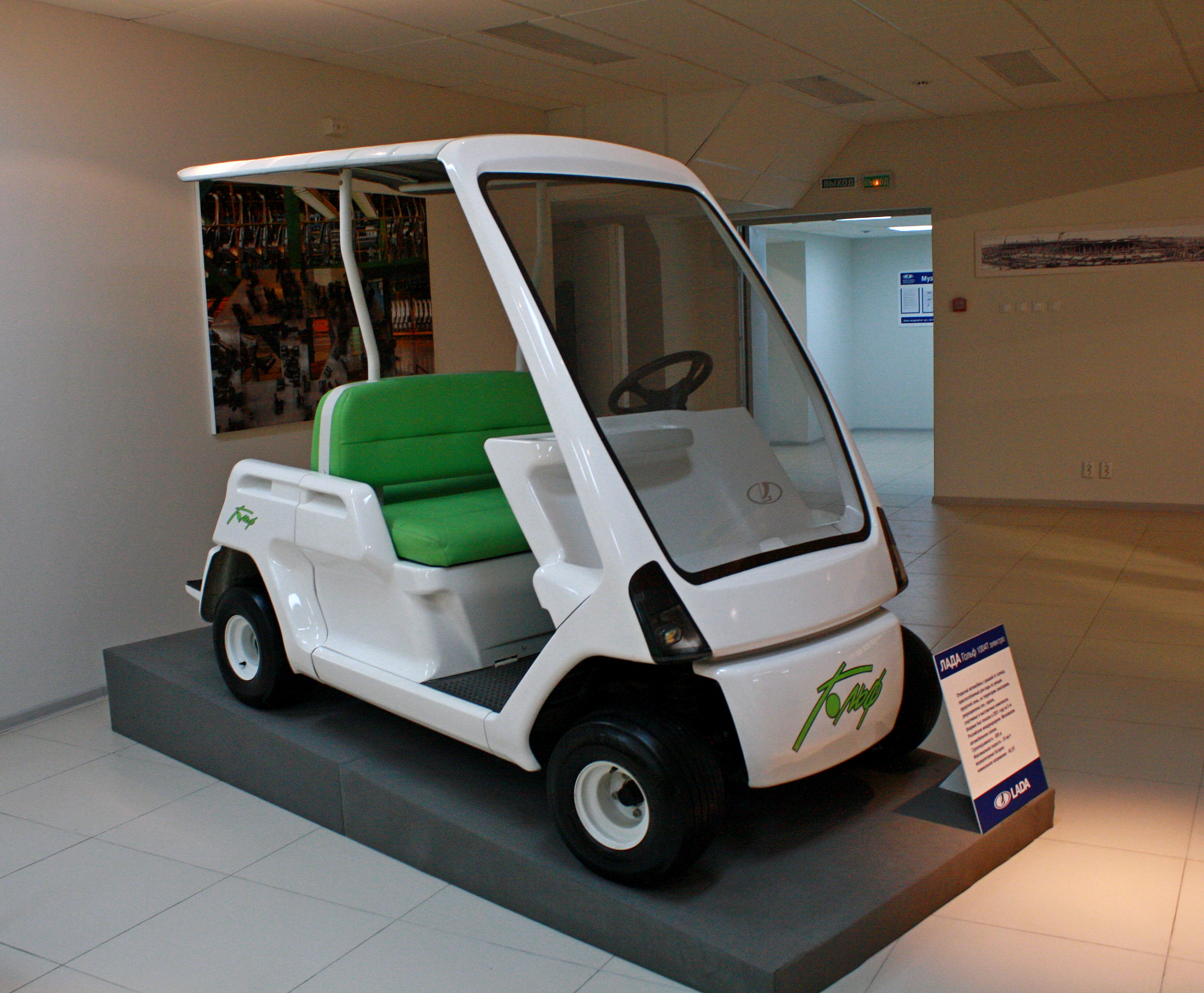
Lada Golf 1004T eléctrico, presentado en el Salón Internacional del Automóvil de Moscú en 2001. Cada vehículo pesa 600 kg y tiene una potencia de 48,8 V que le permiten alcanzar una velocidad de 24 km/h

Cada modelo dispone de un sistema interno de clasificación, uno estándar de la URSS; el que refleja los niveles de modificación, basados en el motor y otras opciones de la fábrica que le eran instaladas. 
La asignación de nombres y seriales estaba estipulada por el sistema de  Indexación de AvtoVAZ con un número de modelo. Al Lada clásico, basado en el Fiat 124eran conocidos en el mercado doméstico que en ruso: (Жигули, Zhiguli) hasta bien entrados los años 90, cuando el nombre cayó en desuso; hasta el rango de modelos de la serie 2104-2107, así como en las variantes de la serie 110, y actualmente dicho problema se perpetua en la carencia del nombre de modelo. El Sputnik y su serie de variantes renombradas Samara, pero al Niva y el Oká retuvieron sus nombres. Para la década de 2000, la designación VAZ se retiró del mercado para mudarse al sistema de nombres en el comercio, devenientes del uso de la marca Lada y en la simplificación de uso de los nombres de exportación que fueron adoptados fianlmente, y siendo el VAZ-2104 efectivamente el Lada 2104, el VAZ-2110 el Lada 110, el VAZ-2114 el Lada Samara hatchback y el Lada 114, y así sucesivamente en cada modelo la indexación por niveles de lujo continúa siendo usada en ambos niveles, tanto técnica como comercialmente.
Para caso de ejemplo, el VAZ-21103 era una variante que tenía un motor de 1.5 L, de 16 válvulas, y el VAZ-21104 usa el último motor de 1.6 L de 16 válvulas con inyectores de combustible disponible. Desde el año 2001, la clasificación de los niveles era también indicada al incluir un número después del indicativo principal: -00 traducía que se trataba del nivel base, -01 nivel estándar y el -02 era el de las versiones con el equipamiento de lujo; por ejemplo, el VAZ-21121-02 es el Lada 112 hatchback con un motor de 1.6L SOHC y acabados de lujo.
Los nombres de los modelos difieren de acuerdo al mercado al que eran exportados, y en muchos casos sólo se usaban de acuerdo al concesionario de cada país, pero no porque fuera ese su nombre de exportación; exceptuando que el nombre indicara ciertamente el destino de exportación. En todo caso, es de recordar que el anterior sistema era totalmente válido para referirse solamente al número del modelo, que no variaba en mercado alguno, y sigue siendo el mismo para todo coche vendido bajo la marca Lada.

### Lada

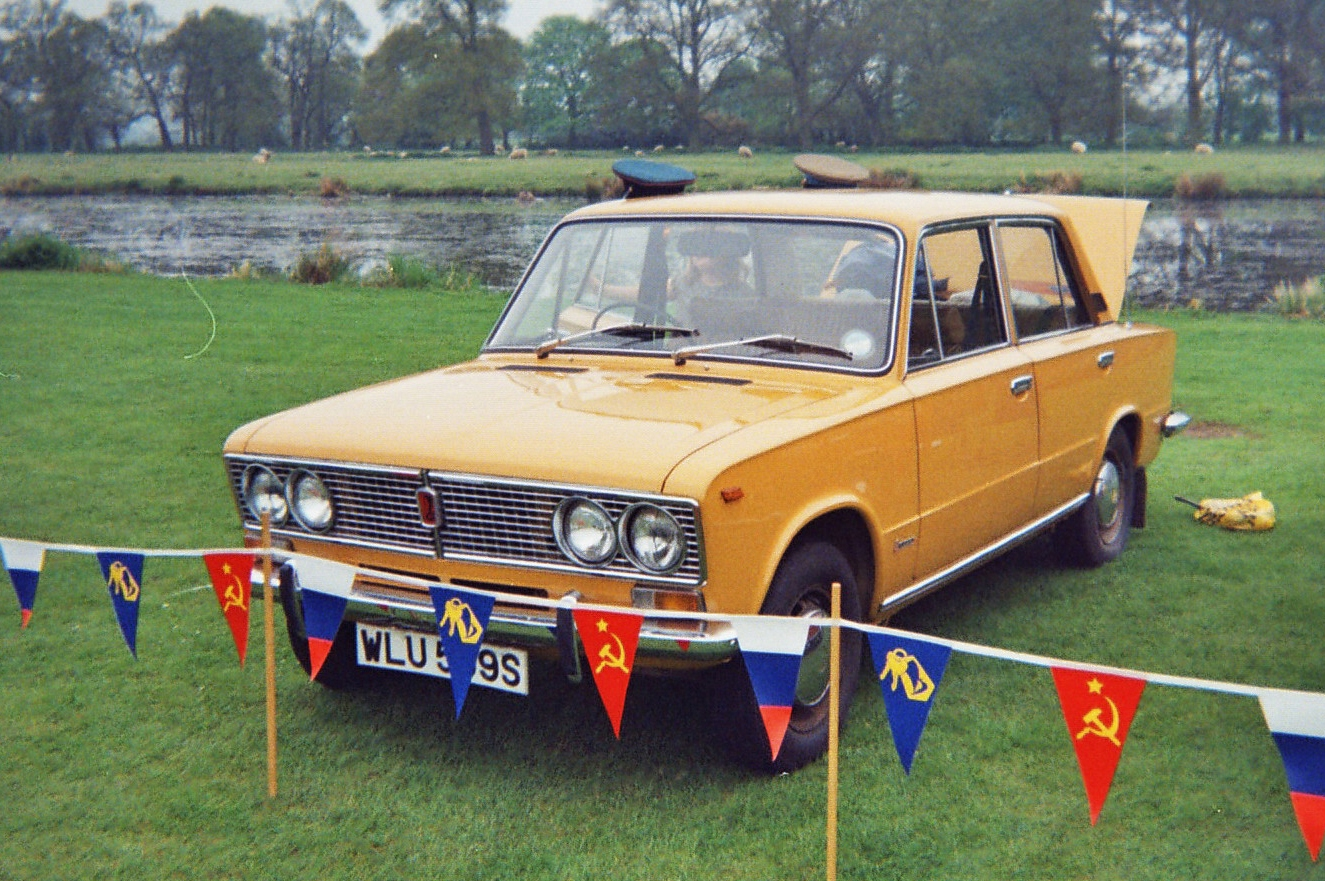
Lada 1600 del año 1978.

## Listado de modelos en producción y retirados
Entre los modelos más recientes de AvtoVAZ están los pertenecientes a la serie 110; entre éstos están el 110 Sedan, 111, y 112, pero aún se hallan en producción (eso si, en diferentes instalaciones; los modelos ya descontinuados que le granjearon la fama a AvtoVAZ). Todos estos modelos han sido bautizados de manera diferente en varios países de la región: 
- En Argentina el modelo 2110 Sedan ha sido bautizado como Afalina.
- En Venezuela se llama Aquarius.
- En Grecia el modelo 2112 (en su versión hatchback) se denomina Venus 2112.
- En Venezuela este mismo modelo se llama«Glacial 211».

Los modelos más nuevos son el Kalina 111 y el Lada Priora. Dentro de los modelos más populares y prestigiosos de AutoVAZ en la región se pueden destacar al Lada 2121 (4x4), conocido mundialmente como Lada Niva; este modelo ha ganado competiciones y ha llegado a lugares remotos como el Ártico.

### En Producción
- Lada Largus
- Lada Granta
- Lada Kalina
- Lada 4x4
- Lada Vesta
- Lada Xray

### Retirados
- Lada Nadezhda
- Lada 112
- Lada 111
  - Lada Tarzan

- Lada 110
- Lada Samara
- Lada Riva
- Lada Niva
- Lada Zhiguli
- VAZ-2101-2102 Sedán

| Nombre de Lista | Motor | Nombre de Exportación | Años de Producción | Notas al pie              |
| --------------- | ----- | --------------------- | ------------------ | ------------------------- |
| 2101            | 1.2L  | Lada 1200             | 1970–1982          | Volante a la izquierda    |
| 21011           | 1.3L  | Lada 1300             | 1974–1981          | Volante a la izquierda    |
| 21012           | 1.2L  | -                     | -                  | Volante a la Derecha      |
| 21013           | 1.2L  | Lada 1200 L           | 1977–1983          | Volante a la izquierda    |
| 21016           | 1.5L  | -                     | -                  | Vehículo Policial         |
| 21018           | 1.3L  | -                     | -                  | Vehículo con motor Wankel |
| 21019           | 2.3L  | -                     | -                  | Vehículo con motor Wankel |

- 2102 Station Wagon

| Nombre de Lista | Motor | Nombre de Exportación | Años de Producción | Notas al pie            |
| --------------- | ----- | --------------------- | ------------------ | ----------------------- |
| 2102            | 1.2L  | Lada 1200 Combi       | 1972–1986          | Volante a la izquierda  |
| 21021           | 1.3L  | Lada 1300 Combi       | 1978–1981          | Volante a la izquierda. |
| 21022           | 1.2L  | -                     | -                  | Volante a la Derecha.   |
| 21024           | 1.3L  | -                     | -                  | Volante a la Derecha.   |
| 21023           | 1.5L  | Lada 1500 Combi       | 1977–1984          | Volante a la izquierda. |
| 21026           | 1.5L  | -                     | -                  | Volante a la Derecha.   |

- 2103 Sedan

| Nombre de Lista | Motor | Nombre de Exportación | Años de Producción | Notas al pie                         |
| --------------- | ----- | --------------------- | ------------------ | ------------------------------------ |
| 2103            | 1.5L  | Lada 1500             | 1972–1984          | Volante a la izquierda.              |
| 21033           | 1.3L  | Lada 1300 S           | 1977–1983          | Versiones de exportación únicamente. |
| 21035           | 1.2L  | Lada 1200SL           | 1972–1981          | Versiones de exportación únicamente. |

- 2106 Sedan

| Nombre de Lista | Motor | Nombre de Exportación | Años de Producción | Notas al pie                                                          |
| --------------- | ----- | --------------------- | ------------------ | --------------------------------------------------------------------- |
| 2106            | 1.6L  | Lada 1600             | 1976–2001/2005     | Volante a la izquierda                                                |
| 21061           | 1.5L  | Lada 1500 DL          | 1976–1988          | Volante a la izquierda, versión de exportación; únicamente en Canadá. |
| 21062           | 1.6L  | Lada 1600             | 1976–2001          | Volante a la Derecha, de exportación únicamente.                      |
| 21063           | 1.3L  | Lada 1300 SL          | 1976–1988          | Volante a la izquierda, versión económica                             |
| 21064           | 1.6L  | Lada 1600 SL          | -                  | Versión de lujo, de exportación únicamente, con caja de 5 marchas.    |
| 21065           | 1.6L  | -                     | 1990–2001          | Versión de lujo, de exportación únicamente, con caja de 5 marchas.    |

- 2104 Station Wagon

| Nombre de Lista | Motor       | Nombre de Exportación                                            | Años de Producción | Notas al pie |
| --------------- | ----------- | ---------------------------------------------------------------- | ------------------ | --- |
| 2104            | 1.3L        | Lada Nova 1300 Break Lada Nova 1300 Estate Lada Nova 1300 Family | 1984–1994          | |
| 21041           | 1.6L        | Lada Laika                                                       | 2000–2004          | Con caja de 5 marchas                                                                                                 |
| 21043           | 1.5L        | Lada Nova 1500 Break Lada Nova 1500 Estate Lada Nova 1500 Family | 1984–2004          | Versión con caja de 5 marchas.                                                                                        |
| 21044           | 1.7L        | Lada Nova 1700 Break Lada Nova 1700 Estate Lada Nova 1700 Family | -                  | Versión de exportación únicamente; sistema fuel injection del tipo CPI (Sistema de Puerto Central), proveniente de GM |
| 21045           | 1.5L Diésel | -                                                                | -                  | Versión de exportación únicamente; con un motor producido bajo licencia                                               |
| 21046           | 1.3L        | -                                                                | -                  | Volante a la Derecha                                                                                                  |
| 21047           | 1.5L        | -                                                                | -                  | Versión de lujo del 21043, volante a la derecha                                                                       |

- 2105 Sedan

| Nombre de Lista | Motor | Nombre de Exportación   | Años de Producción | Notas al pie |
| --------------- | ----- | ----------------------- | ------------------ | --- |
| 2105            | 1.3L  | Lada Nova Lada 1300 L   | 1979–1995          | |
| 21051           | 1.2L  | Lada Junior Lada 1200 S | 1979–1995          | |
| 21053           | 1.5L  | Lada Nova Lada Laika    | 1979–2004          | |
| 21054           | 1.6L  | -                       | -                  | Versión Policial; viene con un tanque de gasolina y una batería adicional                                                                                        |
| 21056           | 1.3L  | Lada Riva               | 1983–1997          | Volante a la Derecha |
| 21057           | 1.5L  | Lada Riva               | 1983–1997          | Volante a la Derecha |
| 21058           | 1.2L  | Lada Riva               | 1983–1997          | Volante a la Derecha |
| 21059           | -     | -                       | -                  | Versión Policial; viene con un Motor Wankel VAZ-4132 |
| 2105 VFTS       | 1.6L  | -                       | 1982               | Versión de alto desempeño, equipada con un motor de 160 HP (119 kW) de fuerza motora y turbocargador (1.8l con un turbo de admisión y cerca de 240 HP de fuerza) |

- VAZ-2107-21072 Sedán/Station wagon

| Nombre de Lista | Motor | Nombre de Exportación             | Años de Producción | Notas al pie |
| --------------- | ----- | --------------------------------- | ------------------ | --- |
| 2107            | 1.5L  | Lada 1500 SL Lada Riva Lada Laika | 1982–2004          | |
| 21072           | 1.3L  | -                                 | 1982–1995          | |
| 21073           | 1.7L  | Lada Riva Lada Laika              | 1991–2001          | Versiones de exportación únicamente; con sistema de fuel injection del tipo CPI (Sistema de Puerto Central) de la GM |
| 21074           | 1.6L  | -                                 | -                  | Versión Policial; viene con un tanque de gasolina y una batería adicional                                            |
| 21079           | 2.6L  | -                                 | -                  | Versión Policial; viene con un Motor Wankel VAZ-4132                                                                 |

#### Modelos originales
| Nombre de Lista | Motor                                    | Nombre de Exportación                             | Años de Producción | Notas al pie |  |
| 2121 Lada Niva  | 2121 Lada Niva                           | 2121 Lada Niva                                    |                    | |  |
| --------------- | ---------------------------------------- | ------------------------------------------------- | ------------------ | --- |  |
| 2121            | 1.6L                                     | Lada Niva                                         | 1977–1993          | Vehículo 4x4 |  |
| 21213           | 1.7L                                     | Lada Niva                                         | 1993               | Vehículo 4x4; puerta trasera reestilizada                                                                                          |  |
| 21214           | 1.7L                                     | Lada Niva                                         | 1993               | Vehículo 4x4; puerta trasera reestilizada; Inyección de combustible del sistema CPI fuel injection de la GM                        |  |
|                 |                                          | 2131 Niva Vehículo 4x4 off-roader                 |                    | |  |
| 2131            | 1.7L                                     | Lada Niva                                         | 1995               | Versión de 5 puertas del Lada Niva 2121 original, cabina extendida.                                                                |  |
|                 |                                          | 2123 Niva                                         |                    | |  |
| 2123            | 1.7L                                     | Lada Niva                                         | 1998-2002          | |  |
| 2123            | 1.7L                                     | Chevrolet Niva                                    | 2002-              | Versión altamente modificada del 2123 producida por GM-AvtoVAZ; Integra un sistema de inyección de combustible del tipo multipunto |  |
|                 |                                          | 2108 Variante hatchback del Sputnik, de 3 puertas |                    | |  |
| 2108            | 1.3L                                     | Lada Samara 1300                                  | 1984–2001          | |  |
| 21081           | 1.2L                                     | Lada Samara 1100                                  | 1984–1996          | Para exportación únicamente |  |
| 21083           | 1.5L                                     | Lada Samara 1500                                  | 1984–2001          | |  |
| 21083i          | 1.5L                                     | Lada Samara 1500i                                 | 1993–2001          | Integra un sistema de inyección de combustible del tipo multipunto                                                                 |  |
| 21086           | 1.3L                                     | Lada Samara 1300                                  | 1990–1996          | Exportación únicamente; Volante a la Derecha para el Reino Unido                                                                   |  |
| 21087           | 1.2L                                     | Lada Samara 1100                                  | 1990–1996          | Exportación únicamente; Volante a la Derecha para el Reino Unido                                                                   |  |
| 21088           | 1.5L                                     | Lada Samara 1500                                  | 1990–1996          | Exportación únicamente; Volante a la Derecha para el Reino Unido                                                                   |  |
| 1706            | 1.5L                                     | Lada Chelnok                                      | 1990               | Versión camioneta platón del 2108                                                                                                  |  |
| 2108-91         |                                          |                                                   |                    | Versión Policial; equipado con el motor Wankel VAZ-415                                                                             |  |
|                 |                                          | 2109 Sputnik versión hatchback, de 5 Puertas      |                    | |  |
| 2109            | 1.3L                                     | Lada Samara L 1300                                | 1987–1997          | |  |
| 21091           | 1.2L                                     | Lada Samara L 1100                                | 1987–1996          | Para exportación únicamente |  |
| 21093           | 1.5L                                     | Lada Samara L 1500                                | 1990–2001          | |  |
| 21093i          | 1.5L                                     | Lada Samara L 1500i                               | 1993–2001          | Integra un sistema de inyección de combustible del tipo multipunto                                                                 |  |
| 21096           | 1.3L                                     | Lada Samara L 1300                                | 1990–1996          | Exportación únicamente; Volante a la Derecha para el Reino Unido                                                                   |  |
| 21098           | 1.5L                                     | Lada Samara L 1500                                | 1990–1996          | Exportación únicamente; Volante a la Derecha para el Reino Unido                                                                   |  |
| 2109-90         |                                          |                                                   |                    | Versión Policial; viene con el Motor VAZ-415                                                                                       |  |
|                 |                                          | 21099 Sputnik sedan                               |                    | |  |
| 21099           | 1.5L                                     | Lada Samara Forma 1500                            | 1990–2001          | |  |
| 21099i          | 1.5L                                     | Lada Samara Forma 1500i                           | 1993–2001          | Integra un sistema de inyección de combustible del tipo multipunto                                                                 |  |
| 210993          | 1.3L                                     | Lada Samara Forma 1300                            | 1990–2001          | |  |
|                 |                                          | VAZ-1111 (Micro-coche derivado del Oká)           |                    | |  |
| 1111            | 0.7L                                     |                                                   | 1988–1990          | Versión licenciada tanto a SeAZ como a KamAZ                                                                                       |  |
| 11113           | 0.8L                                     |                                                   | 1990               | Kama, producido en la Planta KamAZ                                                                                                 |  |
|                 |                                          | Lada Nadezhda 2120 minivan                        |                    | |  |
| 2120            | 1.8L                                     |                                                   | 1998               | Basado en el 2131; alimentación de combustible por carburador.                                                                     |  |
| 21204           | 1.7L                                     |                                                   | 1998               | Integra un sistema de inyección de combustible del tipo punto central proveniente de la GM                                         |  |
|                 |                                          | VAZ-2110 sedán                                    |                    | |  |
| 2110            | 1.5L                                     |                                                   | 1996–2001          | Alimentación de combustible por carburador.                                                                                        |  |
| 21102           | 1.5L                                     | Lada 110                                          | 1998–2004          | 8V Integra un sistema de inyección de combustible del tipo directo                                                                 |  |
| 21103           | 1.5L                                     | Lada 110                                          | 1998–2004          | 16V Integra un sistema de inyección de combustible del tipo multipunto                                                             |  |
| 21101           | 1.6L                                     | Lada 110                                          | 2004               | 8V Integra un sistema de inyección de combustible del tipo multipunto                                                              |  |
| 21104           | 1.6L                                     | Lada 110                                          | 2004               | 16V Integra un sistema de inyección de combustible del tipo multipunto                                                             |  |
| 21105           | 1.7L                                     |                                                   | 1996-??            | carburador |  |
| 21106           | 2.0L                                     |                                                   |                    | motor ECOTec Opel C20XE, modificado por un preparador de coches externo al productor                                               |  |
| 21108           | 1.8L                                     | Lada Premier                                      |                    | Una "limusina" de más ruedas y con un motor modificado (por un preparador de coches externo al productor), común en Cuba.          |  |
|                 |                                          | VAZ-2111 (station wagon del Lada 110)             |                    | |  |
| 21110           | 1.5L                                     | Lada 111                                          | 1998–2004          | 8V Integra un sistema de inyección de combustible del tipo multipunto                                                              |  |
| 21111           | 1.5L                                     |                                                   | 1998–2001          | Alimentación de combustible por carburador.                                                                                        |  |
| 21113           | 1.5L                                     | Lada 111                                          | 2000–2004          | 16V Integra un sistema de inyección de combustible del tipo multipunto                                                             |  |
| 21114           | 1.6L                                     | Lada 111                                          | 2004               | 16V, Integra un sistema de inyección de combustible del tipo multipunto                                                            |  |
|                 |                                          | VAZ-2112 (versión hatchback del Lada 110)         |                    | |  |
| 21120           | 1.5L                                     | Lada 112                                          | 2000–2004          | 16V, Integra un sistema de inyección de combustible del tipo multipunto                                                            |  |
| 21122           | 1.5L                                     | Lada 112                                          | 2000–2004          | 8V Integra un sistema de inyección de combustible del tipo multipunto                                                              |  |
| 21121           | 1.6L                                     | Lada 112                                          | 2004               | 8V Integra un sistema de inyección de combustible del tipo multipunto                                                              |  |
| 21124           | 1.6L                                     | Lada 112                                          | 2004               | 16V Integra un sistema de inyección de combustible del tipo multipunto                                                             |  |
|                 |                                          | VAZ-2113 (hatchback del Samara, de 3 puertas)     |                    | |  |
| 21130           | 1.5L                                     | Lada Samara                                       | 2004               | 21083 Modificado; 8V Integra un sistema de inyección de combustible del tipo multipunto                                            |  |
|                 |                                          | 2114 hatchback del Samara, 5 puertas.             |                    | |  |
| 21140           | 1.5L                                     | Lada Samara                                       | 2001               | 21093 Modificado; 8V Integra un sistema de inyección de combustible del tipo multipunto                                            |  |
|                 |                                          | 2115 Samara sedán                                 |                    | |  |
| 21150           | 1.5L                                     | Lada Samara                                       | 2001               | 210993 Modificado; 8V Integra un sistema de inyección de combustible del tipo multipunto                                           |  |
|                 |                                          | 1118 Kalina sedán                                 |                    | |  |
| 11170           | 1.6L                                     | Lada Kalina                                       | 2004               | 8V Integra un sistema de inyección de combustible del tipo multipunto                                                              |  |
|                 |                                          | 1119 hatchback del Kalina                         |                    | |  |
| 11190           | 1.6L                                     | Lada Kalina                                       | 2005               | 16V Integra un sistema de inyección de combustible del tipo multipunto                                                             |  |
|                 |                                          | 1117 Kalina station wagon                         |                    | |  |
| 11170           | 1.6L                                     | Lada Kalina                                       | 2006               | 16V Integra un sistema de inyección de combustible del tipo multipunto                                                             |  |
|                 |                                          | 2170 Priora sedán                                 |                    | |  |
| 21701           | 1.6L                                     | Lada Priora                                       | 2008               | 8V Integra un sistema de inyección de combustible del tipo multipunto                                                              |  |
| 21703           | 1.6L                                     | Lada Priora                                       | 2007               | 16V Integra un sistema de inyección de combustible del tipo multipunto                                                             |  |
|                 |                                          | 2172 Priora hatchback                             |                    | |  |
| 21721           | 1.6L                                     | Lada Priora                                       | 2008               | 8V Integra un sistema de inyección de combustible del tipo multipunto                                                              |  |
| 21723           | 1.6L                                     | Lada Priora                                       | 2008               | 16V Integra un sistema de inyección de combustible del tipo multipunto                                                             |  |
|                 |                                          | 2171 Priora station wagon.                        |                    | |  |
| 21713           | 1.6L                                     | Lada Priora                                       | 2009               | 16V Integra un sistema de inyección de combustible del tipo multipunto                                                             |  |
|                 |                                          | Lada Priora Coupé 21728, de 3 puertas             |                    | |  |
| 21728           | 1.6L                                     | Lada Priora                                       | 2010               | 16V Integra un sistema de inyección de combustible del tipo multipunto                                                             |  |
|                 |                                          | VAZ-2190 sedán                                    |                    | |  |
| 2190            | 1.6L                                     | Lada Granta                                       | 2011               | 8V Integra un sistema de inyección de combustible del tipo multipunto                                                              |  |
|                 |                                          | Lada Largus camioneta                             |                    | |  |
|                 | Lada Largus camioneta de pasajeros (R90) |                                                   |                    | |  |
| R90             | 1.4 L                                    | Lada Largus 5P                                    | 2012               | Motor 1.4 MPFi, 8 válvulas. |  |
| R90             | 1.4 L                                    | Lada Largus 5P                                    | 2012               | Motor 1.4 MPFi, 8 válvulas. |  |
| R90             | 1.6 L                                    | Lada Largus 7P                                    | 2012               | Motor 1.6 Fuel injection, 8 válvulas.                                                                                              |  |
| R90             | 1.6 L                                    | Lada Largus 7P                                    | 2012               | Motor 1.6 MPFi, 8 válvulas. |  |
| R90             | 1.6 L                                    | Lada Largus 7P                                    | 2012               | Motor 1.6, 16 válvulas. |  |
| F90             | 1.5 L                                    | Lada Largus 5P                                    | 2012               | Motor 1.5 TDi |  |
| F90             | 1.5 L                                    | Lada Largus 5P                                    | 2012               | Motor 1.5 TDi |  |
| F90             | 1.5 L                                    | Lada Largus 7P                                    | 2012               | Motor 1.5 TDi |  |
| R90             | Lada Largus camioneta de carga (F90)     | Lada Largus camioneta de carga (F90)              |                    | |  |
| R90             | 1.5 L                                    | Lada Largus 5P                                    | 2012               | Motor 1.5 TDi |  |
| R90             | 1.5 L                                    | Lada Largus 5P                                    | 2012               | Motor 1.5 CTDi |  |
| R90             | 1.5 L                                    | Lada Largus 5P                                    | 2012               | Motor 1.5 CRTDi |  |

### Lada Oká
El Oka es un coche para la ciudad diseñado por AvtoVAZ y algunas veces remarcado como Lada. Este modelo es construido en Rusia por las compañías Severstal Avto y SeAZ (la Fábrica de automóviles de Serpuhkov), así como en Azerbaiyán por la Auto Planta de Gyandzha.